# Theodor Prinzing
Theodor Prinzing (25 giugno 1925 – 26 febbraio 2025) è stato un magistrato tedesco.

## Biografia
Prinzing ha conseguito il dottorato nel dicembre 1960 presso la Facoltà di Giurisprudenza ed Economia dell'Università di Tubinga.
Precedentemente presidente di una camera penale minorile del tribunale regionale di Stoccarda, Prinzing, su iniziativa del Governo Federale, del Procuratore Generale Federale e del Governo dello Stato del Baden-Württemberg, è stato il primo giudice presidente del secondo senato penale tedesco (Area penale) il 4 febbraio 1974, succeduto all'ex presidente Hänle. Tra maggio 1974 e aprile 1977, fu il giudice responsabile del processo di Stammheim contro diversi membri della Rote Armee Fraktion. Per questo difficile processo è stato scelto perché è titolare di "esperienza in processi di mostruosi fatti, intuizione, assertività e ambizione riconoscibile".